# フランク・R・パウル
フランク・ルドルフ・パウル（Frank Rudolph Paul, 1884年4月18日 - 1963年6月29日）は、アメリカ合衆国のイラストレーター。
パルプ雑誌において、サイエンス・フィクションのイラストを手がけた。オーストリアのウィーン生まれ。ニュージャージー州ティーネック (Teaneck) で没。姓の表記はポールとする資料もある。
自身もまたルクセンブルクからの移民であったヒューゴー・ガーンズバックに見出され、黎明期のSF雑誌の表紙絵・挿絵の両方を描き、強い影響力を持った。

## 作品

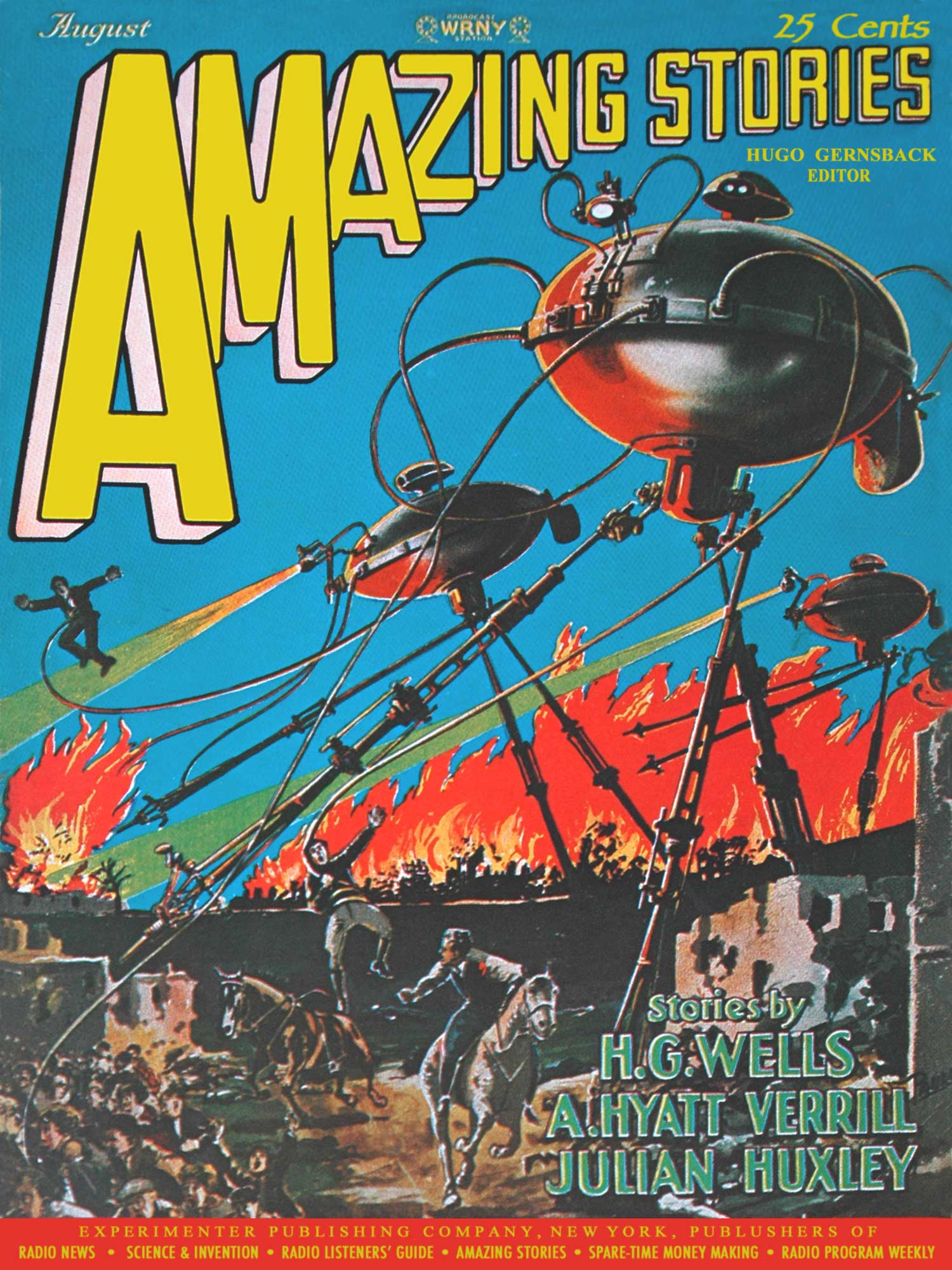
『アメージング』誌1927年8月号の表紙

パウルの作品の特徴は、劇的な構成（しばしば巨大な機械、ロボット、宇宙船を含む）、明るい（もしくは華美とすら言える）色使い、そして人間の顔（特に女性の顔）を描く能力の欠如である。また、若いころに受けた建築学上の訓練も、作品に影響を与えている。
契約により、1926年4月から1929年6月にかけて『アメージング・ストーリーズ』38巻ぶんの表紙を描いた。1929年にガーンズバックが『アメージング・ストーリーズ』を手放して『エア・ワンダー・ストーリーズ』、『サイエンス・ワンダー・ストーリーズ』、『ワンダー・ストーリーズ』などを創刊すると、パウルはガーンズバックにしたがって『アメージング』誌を離れ、これらの新雑誌でイラストを描いた（1929年6月から1936年4月の期間に103のカラー表紙を描いた）。また、パウルは『プラネット・ストーリーズ』、『スーパーワールド・コミックス』、『サイエンス・フィクション・マガジン』、そして『マーヴェル・コミックス』創刊号（1939年10・11月号）のカラー表紙絵も手がけた。最後のものはヒューマン・トーチとサブマリナーの初登場を呼び物としており、状態の良い部は2万から3万ドルの値が付いている。合計すると、パウルが描いた雑誌の表紙絵は220以上である。
パウルの最も有名な表紙絵はおそらく『アメージング・ストーリーズ』1927年8月号で、これはH・G・ウェルズの『宇宙戦争』の再録に合わせたイラストであった（右図）。

## ギャラリー

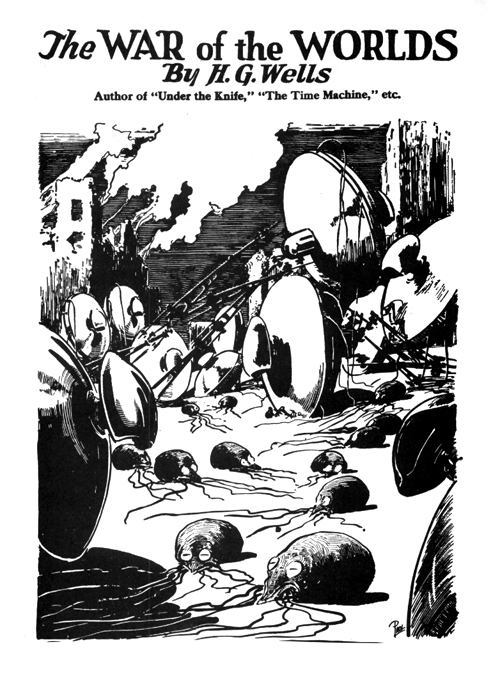
『アメージング』誌1927年8月号の挿絵（『宇宙戦争』の一シーンの画）
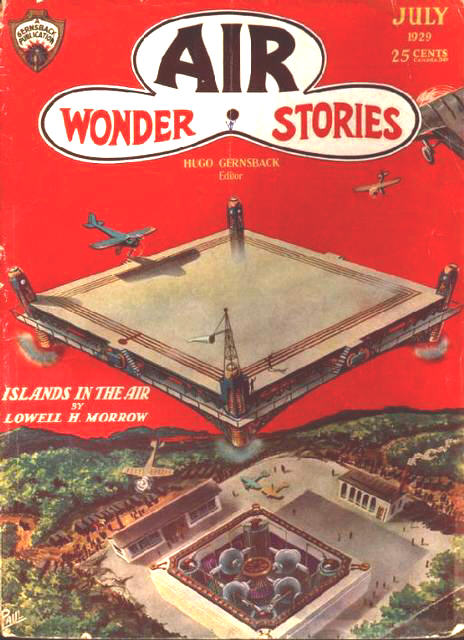
『エア・ワンダー・ストーリーズ』創刊号の表紙
『アメージング・ストーリーズ』1928年8月号の表紙（掲載された『宇宙のスカイラーク』の一シーンの画）
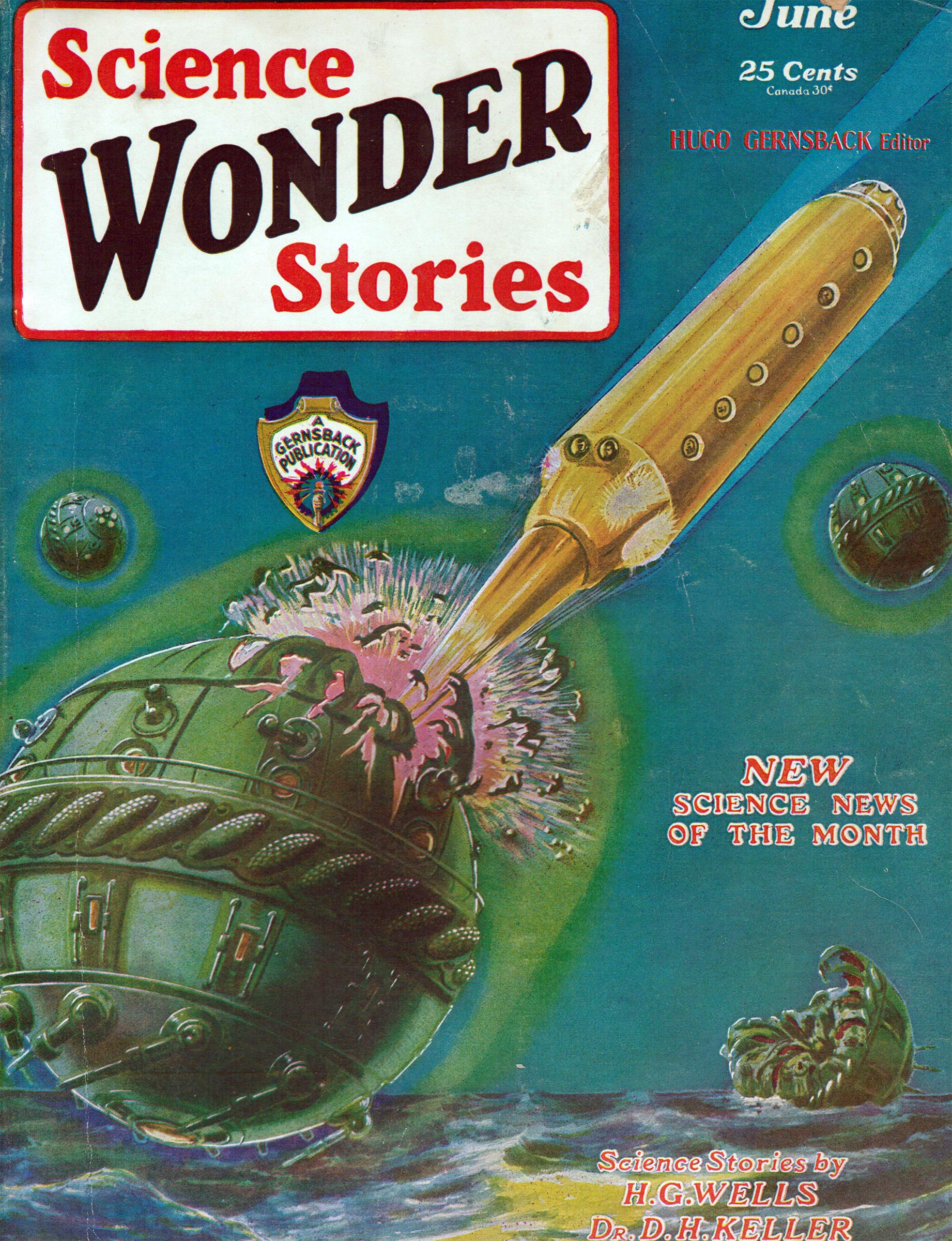
『サイエンス・ワンダー・ストーリーズ』1929年6月号表紙